# Municipio de Carr Creek
El municipio de Carr Creek (en inglés: Carr Creek Township) es un municipio ubicado en el condado de Mitchell en el estado estadounidense de Kansas. En el año 2010 tenía una población de 17 habitantes y una densidad poblacional de 0,18 personas por km².

## Geografía
El municipio de Carr Creek se encuentra ubicado en las coordenadas 39°25′50″N 98°25′48″O / 39.43056, -98.43000. Según la Oficina del Censo de los Estados Unidos, el municipio tiene una superficie total de 93.1 km², de la cual 85,88 km² corresponden a tierra firme y (7,75 %) 7,22 km² es agua.

## Demografía
Según el censo de 2010, había 17 personas residiendo en el municipio de Carr Creek. La densidad de población era de 0,18 hab./km². De los 17 habitantes, el municipio de Carr Creek estaba compuesto por el 100 % blancos. Del total de la población el 0 % eran hispanos o latinos de cualquier raza.